# 仙台市立根白石中学校
仙台市立根白石中学校（せんだいしりつ ねのしろいしちゅうがっこう）は、宮城県仙台市泉区根白石字東鹿野にある公立中学校。通称は「根中」（ねちゅう）。

## 概要
本校は、戦後の学制改革（学校教育法）により、新制中学校として当時の根白石村に開校した。開校当時は、根白石小学校の校舎の一部を間借りしてのスタートであった。
仙台市泉区のほぼ西半分を学区としており、周囲は田園地帯である。本校は丘の上に位置しており、校地は森林に囲まれ、付近には七北田川が流れるなど自然豊かな地域に位置している。また、本校は地域に根ざした学校であり、例として本校の文化祭や近隣に位置する根白石市民センターにて秋に行われる祭りで地域に伝わる伝統芸能を生徒たちが披露し、継承活動をしていることが挙げられる。
2011年3月11日に発生した東北地方太平洋沖地震（東日本大震災）と一連の余震では、本校が位置する仙台市泉区内では、最大で震度6弱にも及ぶ激しい揺れにより学校施設が被害を受け、修繕工事が行われている間、付近に位置する根白石小学校や根白石市民センターの一部を間借りして授業を行う措置が取られた。

## 沿革
- 1947年（昭和22年）4月 - 根白石村立根白石中学校として根白石小学校の校舎の一部に開校
- 1951年（昭和26年）4月 - 現在校地に校舎新築移転、校歌制定
- 1955年（昭和30年）4月 - 泉村立根白石中学校に改称
- 1957年（昭和32年）8月 - 泉町立根白石中学校に改称
- 1971年（昭和46年）11月 - 泉市立根白石中学校に改称
- 1978年（昭和53年）12月 - 新校舎落成（現在の校舎）
- 1988年（昭和63年）3月 - 仙台市立根白石中学校に改称
- 1991年（平成3年）4月 - 仙台市立住吉台中学校が本校より分離開校
- 2011年（平成23年）3月 - 東日本大震災が発生し校舎がひび割れなどの甚大な被害を受け、近隣の根白石小学校、根白石市民センターで授業を行う措置が取られる
- 同年8月 - 本校校舎で通常通りの授業となる
- 同年12月 - 被災による校舎補修工事終了

## 学区
根白石・福岡の各小学校の学区（旧実沢小学校学区も含む）

## 所在地
- 宮城県仙台市泉区根白石字東鹿野54